# Tân Điếm
Tân Điếm, (tiếng Trung: 新店; bính âm: Xīndiàn; Bạch thoại tự: Sin-tiàm) là một khu (quận) của thành phố Tân Bắc, Trung Hoa Dân Quốc (Đài Loan). Tên của quận có nguồn gốc từ thời nhà Thanh cách nay 300 năm. Chính quyền Quốc Dân đảng Đài Loan đã di chuyển chính quyền Tỉnh Phúc Kiến của mình tới Tân Điếm từ năm 1956 đến 1996. Mặc dù cho đến những năm 1980, Tân Điếm vẫn chưa phát triển mạnh, tuy nhiên về sau này khu vực quận đã phát triển dần cùng với nhiều cơ sở hạ tầng được xây dựng. Tân Điếm được chia thành 69 lý (里), và tiếp tục được chia thành 1.447 lân (鄰).